# 喬·斯萬伯格
喬·斯萬伯格（英語：Joe Swanberg，1981年8月31日—）是一位美國導演、演員、編劇和監製。他出生在底特律，曾主演《致命錄像帶》、《她們的顫慄故事》及《嬰謀》，因擔任於Netflix播出的美劇《隨意芝加哥》的編劇而漸漸成名。喬是美国呢喃核电影流派的重要人物之一。

## 外部連結
- 喬·斯萬伯格在互联网电影资料库（IMDb）上的資料（英文）
- Official site（页面存档备份，存于）